# Разлог (община)
Разлог (болг. община Разлог) — община в Благоєвградській області, Болгарія. Населення становить 20 598 осіб (станом на 1 лютого 2011 р.). Адміністративний центр общини — місто Разлог.
| Назва             | Станом на 2011 р. | Площакм2 | Стара назва       | Назва             | Станом на 2011 р. | Площакм2 | Стара назва       |
| ----------------- | ----------------- | -------- | ----------------- | ----------------- | ----------------- | -------- | ----------------- |
| Баня              | 2857              | 36.537   |                   | Добирсько         | 650               | 43,303   |                   |
| Бачево            | 1617              | 66,218   |                   | Долішнє Драглиште | 643               | 13,586   | Долішня Драглишта |
| Годлево           | 503               | 28,718   |                   | Єлешница          | 1424              | 66,156   |                   |
| Горішнє Драглиште | 944               | 30,838   | Горішня Драглишта | Разлог            | 11960             | 221,114  | Мехомія           |
|                   |                   |          |                   | Разом             | 20598             | 506,470  |                   |